# Franck Oiremoin
Franck Oiremoin (...) è un calciatore francese, difensore del Le Mont-Dore.